# Bataille de l'île de Failaka
Guerre du Golfe
Batailles
- Bataille des ponts
- Prise du palais Dasman
- Bataille de l'île de Failaka
- Vol British Airways 149

- Opération Bouclier du désert
- Opération Artimon
- Busiris
- Salamandre
- Tempête du désert
- Daguet
- Bataille d'Ad-Dawrah
- Bataille de Khafji
- Bataille au large de Bubiyan
- Bataille de Hafar Al-Batin
- Highway of Death
- Bataille de 73 Easting
- Medina Ridge
- Aérodrome de Jalibah
- Bataille de Norfolk

- Aérodrome de Safwan
- Bataille de Rumaila

La bataille de l'île de Failaka est livrée le 2 août 1990 entre les forces irakiennes et koweïtiennes pour le contrôle de l'île de Failaka pendant la guerre du Golfe.
À l'issue de la bataille, la population civile locale, 2 000 civils, est expulsée sur le territoire continental koweïtien.

## Déroulement de la bataille
La garnison koweïtienne sur l'île consiste en une compagnie d'infanterie et en une compagnie de garde-frontières, auxquelles s'ajoutent une batterie de défense anti-aérienne MIM-23 Hawk. Les forces spéciales irakiennes sont déployées sur l'île par hélicoptères et sont bientôt renforcés par un bataillon de Marines. Après avoir pris le contrôle de l'île, les Irakiens minent les plages afin d'empêcher un débarquement des forces de la Coalition.

## Reprise de l'île par les Américains
Failaka sera reprise par les Américains en 1991, sans tirer une seule balle, utilisant des tactiques de guerre psychologique afin de pousser les 1 400 soldats irakiens l'occupant à se rendre.